# Reinkella
Reinkella is een geslacht van schimmels in de familie Roccellaceae. De typesoort is Reinkella lirellina.

## Soorten
Volgens Index Fungorum bevat het geslacht twee soorten (peildatum oktober 2021):
| Soortnaam             | Auteur(s) | Publicatiejaar |
| --------------------- | --------- | -------------- |
| Reinkella californica | Räsänen   | 1949           |
| Reinkella lirellina   | Darb.     | 1897           |